# Borussia Verein für Leibesübungen 1900 Mönchengladbach 1967-1968
Questa voce raccoglie le informazioni riguardanti il Borussia Verein für Leibesübungen 1900 Mönchengladbach nelle competizioni ufficiali della stagione 1967-1968.

## Stagione
Nella stagione 1967-1968 il Borussia Mönchengladbach, allenato da Hennes Weisweiler, concluse il campionato di Bundesliga al 3º posto. In Coppa di Germania il Borussia Mönchengladbach fu eliminato ai quarti di finale dal Bochum.

## Rosa
| N. |                     | Ruolo | Calciatore       |
| -- | ------------------- | ----- | ---------------- |
|    | Germania (bandiera) | P     | Volker Danner    |
|    | Germania (bandiera) | P     | Manfred Orzessek |
|    | Germania (bandiera) | D     | Klaus Baumanns   |
|    | Germania (bandiera) | D     | Manfred Kempers  |
|    | Germania (bandiera) | D     | Helmut Kremers   |
|    | Germania (bandiera) | D     | Berti Vogts      |
|    | Germania (bandiera) | D     | Heinz Wittmann   |
|    | Germania (bandiera) | C     | Klaus Ackermann  |
|    | Germania (bandiera) | C     | Peter Dietrich   |
|    | Germania (bandiera) | C     | Egon Milder      |
|    | Germania (bandiera) | C     | Günter Netzer    |

| N. |                     | Ruolo | Calciatore       |
| -- | ------------------- | ----- | ---------------- |
|    | Germania (bandiera) | C     | Rudolf Pöggeler  |
|    | Germania (bandiera) | C     | Werner Waddey    |
|    | Germania (bandiera) | C     | Klaus Winkler    |
|    | Germania (bandiera) | A     | Dieter Baumanns  |
|    | Germania (bandiera) | A     | Erwin Kremers    |
|    | Germania (bandiera) | A     | Karl Langer      |
|    | Germania (bandiera) | A     | Herbert Laumen   |
|    | Germania (bandiera) | A     | Peter Meyer      |
|    | Germania (bandiera) | A     | Gerd Pittscheidt |
|    | Germania (bandiera) | A     | Erwin Spinnler   |
|    | Germania (bandiera) | A     | Herbert Wimmer   |

## Organigramma societario
Area tecnica
- Allenatore: Hennes Weisweiler
- Allenatore in seconda:
- Preparatore dei portieri:
- Preparatori atletici:

## Calciomercato

### Sessione estiva
| Acquisti | Acquisti         | Acquisti                | Acquisti |
| R.       | Nome             | da                      | Modalità |
| -------- | ---------------- | ----------------------- | -------- |
| C        | Klaus Ackermann  | Preußen Münster         |          |
| C        | Peter Dietrich   | Rot-Weiss Essen         |          |
| A        | Erwin Kremers    | Borussia M'gladbach U19 |          |
| D        | Helmut Kremers   | Borussia M'gladbach U19 |          |
| A        | Peter Meyer      | Fortuna Düsseldorf      |          |
| A        | Gerd Pittscheidt | SC West Colonia         |          |

| Cessioni | Cessioni             | Cessioni               | Cessioni |
| R.       | Nome                 | a                      | Modalità |
| -------- | -------------------- | ---------------------- | -------- |
| D        | Vladimir Durković    | Saint-Étienne          |          |
| C        | Gerhard Elfert       | Eintracht Braunschweig |          |
| D        | Arno Ernst           | Fortuna '54            |          |
| A        | Jupp Heynckes        | Hannover 96            |          |
| D        | Heinz Lowin          | VVV-Venlo              |          |
| C        | Heinz-Willi Raßmanns | Opel Rüsselsheim       |          |
| A        | Bernd Rupp           | Werder Brema           |          |
| D        | Walter Wimmer        | Hülser SV              |          |

## Risultati

### Bundesliga

#### Girone di andata
| Arbitro: | Fritz |

|                           |           |                               |
| Kraus 73’ Rausch 88’, 89’ | Marcatori | 8’, 38’, 78’ Meyer 52’ Laumen |

| Arbitro: | Sturm |

|           |           |         |
| Meyer 69’ | Marcatori | 3’ Weiß |

| Arbitro: | Jacobi |

|  |           |                                                |
|  | Marcatori | 40’, 83’ Meyer 65’ Ackermann 90’ (rig.) Netzer |

| Arbitro: | Handwerker |

|                                                                               |           |                               |
| Meyer 8’, 40’, 63’ Netzer 36’ (rig.) Ackermann 47’ Wimmer 50’, 79’ Laumen 68’ | Marcatori | 25’ Roggensack 75’ Kapitulski |

| Arbitro: | Fritz |

|             |           |  |
| Ferschl 70’ | Marcatori |  |

| Arbitro: | Siebert |

|               |           |                |
| Ackermann 12’ | Marcatori | 58’ van Haaren |

| Aquisgrana 23 settembre 1967, ore 16:00 CET 7ª giornata | Alemannia Aquisgrana | 0 – 0 referto | Borussia M'gladbach | Stadio Tivoli (30 000 spett.)\| Arbitro: \| Ohmsen \| |
| Arbitro:                                                | Ohmsen               |               |                     |                                                       |

| Arbitro: | Tschenscher |

|                                  |           |                  |
| Laumen 3’, 6’, 9’, 59’ Vogts 31’ | Marcatori | 21’ Siemensmeyer |

| Arbitro: | Linn |

|                                    |           |                   |
| Ohlhauser 14’ Müller 34’ Nowak 40’ | Marcatori | 69’ (rig.) Netzer |

| Arbitro: | Riegg |

|                      |           |                      |
| Laumen 41’ Meyer 58’ | Marcatori | 75’ Wosab 81’ Libuda |

| Arbitro: | Spinnler |

|                            |           |                |
| Schrodt 5’, 28’ Zaczyk 27’ | Marcatori | 17’, 47’ Meyer |

| Arbitro: | Schulz |

|                                                                          |           |  |
| Meyer 28’, 53’, 66’, 86’ Netzer 43’, 55’ Wimmer 50’, 88’ Laumen 72’, 73’ | Marcatori |  |

| Arbitro: | Betz |

|                       |           |                                                  |
| Schulz 12’ Schulz 81’ | Marcatori | 22’ (aut.) Horst 37’ (rig.) Netzer 40’ Ackermann |

| Arbitro: | Schulenburg |

|           |           |               |
| Meyer 41’ | Marcatori | 44’ Friedrich |

| Arbitro: | Wengenmayer |

|                     |           |                                                  |
| Löhr 32’ Simmet 89’ | Marcatori | 35’, 87’ Wimmer 65’, 67’ Meyer 85’ (rig.) Netzer |

| Arbitro: | Ott |

|                      |           |            |
| Gerwien 30’ Berg 52’ | Marcatori | 81’ Laumen |

| Arbitro: | Biwersi |

|               |           |             |
| Ackermann 87’ | Marcatori | 51’ Schmidt |

#### Girone di ritorno
| Arbitro: | Redelfs |

|            |           |                                                                     |
| Netzer 63’ | Marcatori | 37’, 59’ Wittkamp 40’ Erlhoff 49’, 84’ Pohlschmidt 52’ (rig.) Kraus |

| Arbitro: | Deuschel |

|            |           |                                     |
| Köppel 37’ | Marcatori | 16’ Ackermann 18’ Wimmer 21’ Laumen |

| Arbitro: | Tschenscher |

|                          |           |               |
| Laumen 6’, 48’ Vogts 72’ | Marcatori | 27’ Zebrowski |

| Arbitro: | Heumann |

|  |           |               |
|  | Marcatori | 78’ Ackermann |

| Arbitro: | Spinnler |

|            |           |            |
| Laumen 79’ | Marcatori | 21’ Brungs |

| Arbitro: | Riegg |

|                |           |                       |
| Budde 50’, 51’ | Marcatori | 31’ Laumen 44’ Wimmer |

| Arbitro: | Biwersi |

|                                  |           |  |
| Vogts 6’ Laumen 41’ Dietrich 65’ | Marcatori |  |

| Arbitro: | Schreiner |

|              |           |           |
| Rodekamp 29’ | Marcatori | 70’ Vogts |

| Arbitro: | Herden |

|                   |           |            |
| Netzer 39’ (rig.) | Marcatori | 31’ Müller |

| Arbitro: | Kreitlein |

|                                   |           |          |
| Kurrat 36’ Peehs 62’ Emmerich 77’ | Marcatori | 5’ Vogts |

| Mönchengladbach 30 marzo 1968, ore 15:30 CET 28ª giornata | Borussia M'gladbach | 0 – 0 referto | Karlsruhe | Bökelbergstadion (13 000 spett.)\| Arbitro: \| Redelfs \| |
| Arbitro:                                                  | Redelfs             |               |           |                                                           |

| Arbitro: | Siebert |

|  |           |                                  |
|  | Marcatori | 7’ Laumen 60’, 78’ (rig.) Netzer |

| Arbitro: | Wengenmayer |

|                                        |           |            |
| Laumen 45’, 64’ Pöggeler 71’ Vogts 75’ | Marcatori | 89’ Krämer |

| Arbitro: | Schulz |

|                                       |           |            |
| Friedrich 66’ Huberts 82’ Schämer 87’ | Marcatori | 41’ Wimmer |

| Arbitro: | Schreiner |

|                   |           |  |
| Netzer 23’ (rig.) | Marcatori |  |

| Arbitro: | Handwerker |

|                       |           |  |
| Netzer 9’ Kremers 83’ | Marcatori |  |

| Monaco di Baviera 25 maggio 1968, ore 15:30 CET 34ª giornata | Monaco 1860 | 0 – 0 referto | Borussia M'gladbach | Stadion an der Grünwalder Straße (7 000 spett.)\| Arbitro: \| Linn \| |
| Arbitro:                                                     | Linn        |               |                     |                                                                       |

### Coppa di Germania
| Arbitro: | Fritz |

|  |           |            |
|  | Marcatori | 84’ Laumen |

| Arbitro: | Schulenburg |

|                       |           |                                        |
| Rebele 21’ Zeiser 60’ | Marcatori | 4’, 46’ Laumen 66’ Wimmer 86’ Dietrich |

| Arbitro: | Deuschel |

|                        |           |  |
| Balte 11’ Böttcher 35’ | Marcatori |  |

## Statistiche

### Statistiche di squadra
| Competizione      | Punti | In casa | In casa | In casa | In casa | In casa | In casa | In trasferta | In trasferta | In trasferta | In trasferta | In trasferta | In trasferta | Totale | Totale | Totale | Totale | Totale | Totale | DR  |
| Competizione      | Punti | G       | V       | N       | P       | Gf      | Gs      | G            | V            | N            | P            | Gf           | Gs           | G      | V      | N      | P      | Gf     | Gs     | DR  |
| ----------------- | ----- | ------- | ------- | ------- | ------- | ------- | ------- | ------------ | ------------ | ------------ | ------------ | ------------ | ------------ | ------ | ------ | ------ | ------ | ------ | ------ | --- |
| Bundesliga        | 42    | 17      | 8       | 8       | 1       | 45      | 19      | 17           | 7            | 4            | 6            | 32           | 26           | 34     | 15     | 12     | 7      | 77     | 45     | +32 |
| Coppa di Germania | -     | 0       | 0       | 0       | 0       | 0       | 0       | 3            | 2            | 0            | 1            | 5            | 4            | 3      | 2      | 0      | 1      | 5      | 4      | +1  |
| Totale            | 42    | 17      | 8       | 8       | 1       | 45      | 19      | 20           | 9            | 4            | 7            | 37           | 30           | 37     | 17     | 12     | 8      | 82     | 49     | +33 |

### Andamento in campionato
| Giornata  | 1 | 2 | 3 | 4 | 5 | 6 | 7 | 8 | 9 | 10 | 11 | 12 | 13 | 14 | 15 | 16 | 17 | 18 | 19 | 20 | 21 | 22 | 23 | 24 | 25 | 26 | 27 | 28 | 29 | 30 | 31 | 32 | 33 | 34 |
| --------- | - | - | - | - | - | - | - | - | - | -- | -- | -- | -- | -- | -- | -- | -- | -- | -- | -- | -- | -- | -- | -- | -- | -- | -- | -- | -- | -- | -- | -- | -- | -- |
| Luogo     | T | C | T | C | T | C | T | C | T | C  | T  | C  | T  | C  | T  | T  | C  | C  | T  | C  | T  | C  | T  | C  | T  | C  | T  | C  | T  | C  | T  | C  | C  | T  |
| Risultato | V | N | V | V | P | N | N | V | P | N  | P  | V  | V  | N  | V  | P  | N  | P  | V  | V  | V  | N  | N  | V  | N  | N  | P  | N  | V  | V  | P  | V  | V  | N  |
| Posizione | 6 | 6 | 2 | 1 | 3 | 2 | 3 | 2 | 5 | 4  | 5  | 4  | 4  | 3  | 3  | 3  | 2  | 4  | 2  | 2  | 2  | 2  | 3  | 2  | 2  | 2  | 3  | 3  | 3  | 2  | 3  | 3  | 3  | 3  |

Legenda:

Luogo: C = Casa; T = Trasferta. Risultato: V = Vittoria; N = Pareggio; P = Sconfitta.

### Statistiche dei giocatori
| Giocatore      | Bundesliga | Bundesliga | Bundesliga  | Bundesliga | Coppa di Germania | Coppa di Germania | Coppa di Germania | Coppa di Germania | Totale   | Totale | Totale      | Totale     |
| Giocatore      | Presenze   | Reti       | Ammonizioni | Espulsioni | Presenze          | Reti              | Ammonizioni       | Espulsioni        | Presenze | Reti   | Ammonizioni | Espulsioni |
| -------------- | ---------- | ---------- | ----------- | ---------- | ----------------- | ----------------- | ----------------- | ----------------- | -------- | ------ | ----------- | ---------- |
| K. Ackermann   | 32         | 7          | 0           | 0          | 3                 | 0                 | 0                 | 0                 | 35       | 7      | 0           | 0          |
| D. Baumanns    | 0          | 0          | 0           | 0          | 0                 | 0                 | 0                 | 0                 | 0        | 0      | 0           | 0          |
| K. Baumanns    | 0          | 0          | 0           | 0          | 0                 | 0                 | 0                 | 0                 | 0        | 0      | 0           | 0          |
| V. Danner      | 34         | 0          | 0           | 0          | 3                 | 0                 | 0                 | 0                 | 37       | 0      | 0           | 0          |
| P. Dietrich    | 32         | 1          | 0           | 0          | 3                 | 1                 | 0                 | 0                 | 35       | 2      | 0           | 0          |
| M. Kempers     | 9          | 0          | 0           | 0          | 2                 | 0                 | 0                 | 0                 | 11       | 0      | 0           | 0          |
| E. Kremers     | 5          | 1          | 0           | 0          | 0                 | 0                 | 0                 | 0                 | 5        | 1      | 0           | 0          |
| H. Kremers     | 2          | 0          | 0           | 0          | 1                 | 0                 | 0                 | 0                 | 3        | 0      | 0           | 0          |
| K. Langer      | 0          | 0          | 0           | 0          | 0                 | 0                 | 0                 | 0                 | 0        | 0      | 0           | 0          |
| H. Laumen      | 34         | 19         | 0           | 0          | 3                 | 3                 | 0                 | 0                 | 37       | 22     | 0           | 0          |
| P. Meyer       | 18         | 19         | 0           | 0          | 0                 | 0                 | 0                 | 0                 | 18       | 19     | 0           | 0          |
| E. Milder      | 34         | 0          | 0           | 0          | 3                 | 0                 | 0                 | 0                 | 37       | 0      | 0           | 0          |
| G. Netzer      | 34         | 13         | 0           | 0          | 3                 | 0                 | 0                 | 0                 | 37       | 13     | 0           | 0          |
| M. Orzessek    | 0          | 0          | 0           | 0          | 0                 | 0                 | 0                 | 0                 | 0        | 0      | 0           | 0          |
| G. Pittscheidt | 0          | 0          | 0           | 0          | 0                 | 0                 | 0                 | 0                 | 0        | 0      | 0           | 0          |
| R. Pöggeler    | 27         | 1          | 0           | 0          | 1                 | 0                 | 0                 | 0                 | 28       | 1      | 0           | 0          |
| E. Spinnler    | 15         | 0          | 0           | 0          | 2                 | 0                 | 0                 | 0                 | 17       | 0      | 0           | 0          |
| B. Vogts       | 34         | 6          | 0           | 0          | 3                 | 0                 | 0                 | 0                 | 37       | 6      | 0           | 0          |
| W. Waddey      | 7          | 0          | 0           | 0          | 1                 | 0                 | 0                 | 0                 | 8        | 0      | 0           | 0          |
| H. Wimmer      | 33         | 9          | 0           | 0          | 3                 | 1                 | 0                 | 0                 | 36       | 10     | 0           | 0          |
| K. Winkler     | 4          | 0          | 0           | 0          | 0                 | 0                 | 0                 | 0                 | 4        | 0      | 0           | 0          |
| H. Wittmann    | 33         | 0          | 0           | 0          | 2                 | 0                 | 0                 | 0                 | 35       | 0      | 0           | 0          |